# Lista över NBA-spelare som gjort minst 60 poäng i en NBA-match
Detta är en lista över de NBA-spelare som gjort minst 60 poäng i en NBA-match.
Endast tio spelare har lyckats med bedriften vid fler än ett tillfälle: Wilt Chamberlain (32 gånger); Kobe Bryant (6 gånger); Damian Lillard (5 gånger); Michael Jordan och James Harden (4 gånger); Elgin Baylor (3 gånger) samt Karl-Anthony Towns, Devin Booker, Luka Dončić och Stephen Curry (2 gånger).
Listan inkluderar enbart matcher i grundserien, alltså inte slutspelsmatcher. Michael Jordan (63 poäng) och Elgin Baylor (61) är de enda som noterat minst 60 poäng i en slutspelsmatch.

## Listan
| ^ | Markerar nuvarande aktiv spelare i NBA       | Markerar nuvarande aktiv spelare i NBA       | Markerar nuvarande aktiv spelare i NBA       | Markerar nuvarande aktiv spelare i NBA       | Markerar nuvarande aktiv spelare i NBA       |
| * | Markerar spelare invald i NBA:s Hall of Fame | Markerar spelare invald i NBA:s Hall of Fame | Markerar spelare invald i NBA:s Hall of Fame | Markerar spelare invald i NBA:s Hall of Fame | Markerar spelare invald i NBA:s Hall of Fame |
|   | Spelarens lag förlorade matchen              |                                              |                                              |                                              |                                              |

| #  | Poäng | Spelare                 | Datum            | Lag                    | Motståndare            | Resultat | Ref.                               |   |     |                   |             |                       |                 |         |                               |
| -- | ----- | ----------------------- | ---------------- | ---------------------- | ---------------------- | -------- | ---------------------------------- | - | --- | ----------------- | ----------- | --------------------- | --------------- | ------- | ----------------------------- |
| #  | Poäng | Spelare                 | Datum            | Lag                    | Motståndare            | Resultat | Ref.                               | 1 | 100 | Wilt Chamberlain* | 2 mars 1962 | Philadelphia Warriors | New York Knicks | 169–147 | [ 1 ] [ 2 ] [ 3 ] [ 4 ] [ 5 ] |
| 2  | 81    | Kobe Bryant*            | 22 januari 2006  | Los Angeles Lakers     | Toronto Raptors        | 122–104  | [ 6 ] [ 7 ] [ 8 ]                  |   |     |                   |             |                       |                 |         |                               |
| 3  | 78    | Wilt Chamberlain* (2)   | 8 december 1961  | Philadelphia Warriors  | Los Angeles Lakers     | 147–151  | [ 5 ]                              |   |     |                   |             |                       |                 |         |                               |
| 4  | 73    | Wilt Chamberlain* (3)   | 13 januari 1962  | Philadelphia Warriors  | Chicago Packers        | 135–117  | [ 5 ]                              |   |     |                   |             |                       |                 |         |                               |
| 4  | 73    | Wilt Chamberlain* (4)   | 16 november 1962 | San Francisco Warriors | New York Knicks        | 127–111  | [ 9 ]                              |   |     |                   |             |                       |                 |         |                               |
| 4  | 73    | David Thompson*         | 9 april 1978     | Denver Nuggets         | Detroit Pistons        | 137–139  |                                    |   |     |                   |             |                       |                 |         |                               |
| 4  | 73    | Luka Dončić^            | 26 januari 2024  | Dallas Mavericks       | Atlanta Hawks          | 148–143  | [ 10 ]                             |   |     |                   |             |                       |                 |         |                               |
| 8  | 72    | Wilt Chamberlain* (5)   | 3 november 1962  | San Francisco Warriors | Los Angeles Lakers     | 115–127  | [ 9 ]                              |   |     |                   |             |                       |                 |         |                               |
| 9  | 71    | Elgin Baylor*           | 15 november 1960 | Los Angeles Lakers     | New York Knicks        | 123–108  |                                    |   |     |                   |             |                       |                 |         |                               |
| 9  | 71    | David Robinson*         | 24 april 1994    | San Antonio Spurs      | Los Angeles Clippers   | 112–97   | [ 11 ] [ 12 ]                      |   |     |                   |             |                       |                 |         |                               |
| 9  | 71    | Donovan Mitchell^       | 2 januari 2023   | Cleveland Cavaliers    | Chicago Bulls          | 145–134  | [ 13 ]                             |   |     |                   |             |                       |                 |         |                               |
| 9  | 71    | Damian Lillard^         | 26 februari 2023 | Portland Trail Blazers | Houston Rockets        | 131–114  | [ 14 ]                             |   |     |                   |             |                       |                 |         |                               |
| 13 | 70    | Wilt Chamberlain* (6)   | 10 mars 1963     | San Francisco Warriors | Syracuse Nationals     | 148–163  | [ 9 ]                              |   |     |                   |             |                       |                 |         |                               |
| 13 | 70    | Devin Booker^           | 24 mars 2017     | Phoenix Suns           | Boston Celtics         | 120–130  |                                    |   |     |                   |             |                       |                 |         |                               |
| 13 | 70    | Joel Embiid^            | 22 januari 2024  | Philadelphia 76ers     | San Antonio Spurs      | 133–123  | [ 15 ]                             |   |     |                   |             |                       |                 |         |                               |
| 16 | 69    | Michael Jordan*         | 28 mars 1990     | Chicago Bulls          | Cleveland Cavaliers    | 117–113  | [ 16 ] [ 17 ] [ 18 ]               |   |     |                   |             |                       |                 |         |                               |
| 17 | 68    | Wilt Chamberlain* (7)   | 16 december 1967 | Philadelphia 76ers     | Chicago Bulls          | 143–123  |                                    |   |     |                   |             |                       |                 |         |                               |
| 17 | 68    | Pete Maravich*          | 25 februari 1977 | New Orleans Jazz       | New York Knicks        |          |                                    |   |     |                   |             |                       |                 |         |                               |
| 19 | 67    | Wilt Chamberlain* (8)   | 9 mars 1961      | Philadelphia Warriors  | New York Knicks        | 135–126  |                                    |   |     |                   |             |                       |                 |         |                               |
| 19 | 67    | Wilt Chamberlain* (9)   | 17 februari 1962 | Philadelphia Warriors  | St. Louis Hawks        | 121–128  | [ 5 ]                              |   |     |                   |             |                       |                 |         |                               |
| 19 | 67    | Wilt Chamberlain* (10)  | 25 februari 1962 | Philadelphia Warriors  | New York Knicks        | 135–149  | [ 5 ]                              |   |     |                   |             |                       |                 |         |                               |
| 19 | 67    | Wilt Chamberlain* (11)  | 11 januari 1963  | San Francisco Warriors | Los Angeles Lakers     | 129–134  | [ 9 ]                              |   |     |                   |             |                       |                 |         |                               |
| 23 | 66    | Wilt Chamberlain* (12)  | 9 februari 1969  | Los Angeles Lakers     | Phoenix Suns           | 134–116  |                                    |   |     |                   |             |                       |                 |         |                               |
| 24 | 65    | Wilt Chamberlain* (13)  | 13 februari 1962 | Philadelphia Warriors  | Cincinnati Royals      | 132–152  | [ 5 ]                              |   |     |                   |             |                       |                 |         |                               |
| 24 | 65    | Wilt Chamberlain* (14)  | 27 februari 1962 | Philadelphia Warriors  | St. Louis Hawks        | 147–137  | [ 5 ]                              |   |     |                   |             |                       |                 |         |                               |
| 24 | 65    | Wilt Chamberlain* (15)  | 7 februari 1966  | Philadelphia 76ers     | Los Angeles Lakers     | 132–125  |                                    |   |     |                   |             |                       |                 |         |                               |
| 24 | 65    | Kobe Bryant* (2)        | 16 mars 2007     | Los Angeles Lakers     | Portland Trail Blazers | 116–111  | [ 19 ]                             |   |     |                   |             |                       |                 |         |                               |
| 28 | 64    | Elgin Baylor* (2)       | 8 november 1959  | Minneapolis Lakers     | Boston Celtics         | 136–115  |                                    |   |     |                   |             |                       |                 |         |                               |
| 28 | 64    | Rick Barry*             | 26 mars 1974     | Golden State Warriors  | Portland Trail Blazers | 143–120  |                                    |   |     |                   |             |                       |                 |         |                               |
| 28 | 64    | Michael Jordan* (2)     | 16 januari 1993  | Chicago Bulls          | Orlando Magic          | 124–128  | [ 20 ]                             |   |     |                   |             |                       |                 |         |                               |
| 28 | 64    | Giannis Antetokounmpo^  | 13 december 2023 | Milwaukee Bucks        | Indiana Pacers         | 140–126  | [ 21 ]                             |   |     |                   |             |                       |                 |         |                               |
| 32 | 63    | Joe Fulks*              | 10 februari 1949 | Philadelphia Warriors  | Indianapolis Jets      | 108–87   | [ 22 ]                             |   |     |                   |             |                       |                 |         |                               |
| 32 | 63    | Elgin Baylor* (3)       | 8 december 1961  | Los Angeles Lakers     | Philadelphia Warriors  | 151–147  | [ 23 ]                             |   |     |                   |             |                       |                 |         |                               |
| 32 | 63    | Jerry West*             | 17 januari 1962  | Los Angeles Lakers     | New York Knicks        | 129–121  |                                    |   |     |                   |             |                       |                 |         |                               |
| 32 | 63    | Wilt Chamberlain* (16)  | 14 december 1962 | San Francisco Warriors | Los Angeles Lakers     | 118–120  | [ 9 ]                              |   |     |                   |             |                       |                 |         |                               |
| 32 | 63    | Wilt Chamberlain* (17)  | 26 november 1964 | San Francisco Warriors | Philadelphia 76ers     | 117–128  |                                    |   |     |                   |             |                       |                 |         |                               |
| 32 | 63    | George Gervin*          | 9 april 1978     | San Antonio Spurs      | New Orleans Jazz       | 132–153  |                                    |   |     |                   |             |                       |                 |         |                               |
| 38 | 62    | Wilt Chamberlain* (18)  | 14 januari 1962  | Philadelphia Warriors  | Boston Celtics         | 136–145  | [ 5 ]                              |   |     |                   |             |                       |                 |         |                               |
| 38 | 62    | Wilt Chamberlain* (19)  | 17 januari 1962  | Philadelphia Warriors  | St. Louis Hawks        | 136–130  | [ 5 ]                              |   |     |                   |             |                       |                 |         |                               |
| 38 | 62    | Wilt Chamberlain* (20)  | 21 januari 1962  | Philadelphia Warriors  | Syracuse Nationals     | 139–132  | [ 5 ]                              |   |     |                   |             |                       |                 |         |                               |
| 38 | 62    | Wilt Chamberlain* (21)  | 29 januari 1963  | San Francisco Warriors | New York Knicks        | 123–103  | [ 9 ]                              |   |     |                   |             |                       |                 |         |                               |
| 38 | 62    | Wilt Chamberlain* (22)  | 15 november 1964 | San Francisco Warriors | Cincinnati Royals      | 122–106  |                                    |   |     |                   |             |                       |                 |         |                               |
| 38 | 62    | Wilt Chamberlain* (23)  | 3 mars 1966      | Philadelphia 76ers     | San Francisco Warriors | 135–125  |                                    |   |     |                   |             |                       |                 |         |                               |
| 38 | 62    | Tracy McGrady*          | 10 mars 2004     | Orlando Magic          | Washington Wizards     | 108–99   | [ 24 ]                             |   |     |                   |             |                       |                 |         |                               |
| 38 | 62    | Kobe Bryant* (3)        | 20 december 2005 | Los Angeles Lakers     | Dallas Mavericks       | 112–90   | [ 25 ] [ 26 ]                      |   |     |                   |             |                       |                 |         |                               |
| 38 | 62    | Carmelo Anthony         | 24 januari 2014  | New York Knicks        | Charlotte Bobcats      | 125–96   | [ 27 ]                             |   |     |                   |             |                       |                 |         |                               |
| 38 | 62    | Stephen Curry^          | 3 januari 2021   | Golden State Warriors  | Portland Trail Blazers | 137–122  |                                    |   |     |                   |             |                       |                 |         |                               |
| 38 | 62    | Karl-Anthony Towns^     | 22 januari 2024  | Minnesota Timberwolves | Charlotte Hornets      | 125–128  | [ 28 ]                             |   |     |                   |             |                       |                 |         |                               |
| 38 | 62    | Devin Booker^ (2)       | 26 januari 2024  | Phoenix Suns           | Indiana Pacers         | 131–133  | [ 29 ]                             |   |     |                   |             |                       |                 |         |                               |
| 50 | 61    | George Mikan*           | 20 januari 1952  | Minneapolis Lakers     | Rochester Royals       | 91–81    |                                    |   |     |                   |             |                       |                 |         |                               |
| 50 | 61    | Wilt Chamberlain* (24)  | 9 december 1961  | Philadelphia Warriors  | Chicago Packers        | 135–113  | [ 5 ]                              |   |     |                   |             |                       |                 |         |                               |
| 50 | 61    | Wilt Chamberlain* (25)  | 22 februari 1962 | Philadelphia Warriors  | St. Louis Hawks        | 139–121  | [ 5 ]                              |   |     |                   |             |                       |                 |         |                               |
| 50 | 61    | Wilt Chamberlain* (26)  | 28 februari 1962 | Philadelphia Warriors  | Chicago Packers        | 128–119  | [ 5 ]                              |   |     |                   |             |                       |                 |         |                               |
| 50 | 61    | Wilt Chamberlain* (27)  | 21 november 1962 | San Francisco Warriors | Cincinnati Royals      | 139–143  | [ 9 ]                              |   |     |                   |             |                       |                 |         |                               |
| 50 | 61    | Wilt Chamberlain* (28)  | 11 december 1962 | San Francisco Warriors | Syracuse Nationals     | 136–124  | [ 9 ]                              |   |     |                   |             |                       |                 |         |                               |
| 50 | 61    | Wilt Chamberlain* (29)  | 18 december 1962 | San Francisco Warriors | St. Louis Hawks        | 130–110  | [ 9 ]                              |   |     |                   |             |                       |                 |         |                               |
| 50 | 61    | Michael Jordan* (3)     | 4 mars 1987      | Chicago Bulls          | Detroit Pistons        | 125–120  | [ 30 ] [ 31 ] [ 32 ]               |   |     |                   |             |                       |                 |         |                               |
| 50 | 61    | Michael Jordan* (4)     | 16 april 1987    | Chicago Bulls          | Atlanta Hawks          | 114–117  | [ 33 ] [ 34 ] [ 35 ] [ 36 ] [ 37 ] |   |     |                   |             |                       |                 |         |                               |
| 50 | 61    | Karl Malone*            | 27 januari 1990  | Utah Jazz              | Milwaukee Bucks        | 144–96   | [ 38 ]                             |   |     |                   |             |                       |                 |         |                               |
| 50 | 61    | Shaquille O'Neal*       | 6 mars 2000      | Los Angeles Lakers     | Los Angeles Clippers   | 123–103  | [ 39 ]                             |   |     |                   |             |                       |                 |         |                               |
| 50 | 61    | Kobe Bryant* (4)        | 2 februari 2009  | Los Angeles Lakers     | New York Knicks        | 126–117  | [ 40 ]                             |   |     |                   |             |                       |                 |         |                               |
| 50 | 61    | LeBron James^           | 3 mars 2014      | Miami Heat             | Charlotte Bobcats      | 124–107  | [ 41 ] [ 42 ]                      |   |     |                   |             |                       |                 |         |                               |
| 50 | 61    | James Harden^           | 23 januari 2019  | Houston Rockets        | New York Knicks        | 114–110  |                                    |   |     |                   |             |                       |                 |         |                               |
| 50 | 61    | James Harden^ (2)       | 22 mars 2019     | Houston Rockets        | San Antonio Spurs      | 111–105  |                                    |   |     |                   |             |                       |                 |         |                               |
| 50 | 61    | Damian Lillard^ (2)     | 20 januari 2020  | Portland Trail Blazers | Golden State Warriors  | 129–124  |                                    |   |     |                   |             |                       |                 |         |                               |
| 50 | 61    | Damian Lillard^ (3)     | 11 augusti 2020  | Portland Trail Blazers | Dallas Mavericks       | 134–131  |                                    |   |     |                   |             |                       |                 |         |                               |
| 50 | 61    | Jalen Brunson^          | 29 mars 2024     | New York Knicks        | San Antonio Spurs      | 126–130  | [ 43 ]                             |   |     |                   |             |                       |                 |         |                               |
| 68 | 60    | Wilt Chamberlain* (30)  | 1 december 1961  | Philadelphia Warriors  | Los Angeles Lakers     | 138–117  | [ 5 ]                              |   |     |                   |             |                       |                 |         |                               |
| 68 | 60    | Wilt Chamberlain* (31)  | 29 december 1961 | Philadelphia Warriors  | Los Angeles Lakers     | 123–118  | [ 5 ]                              |   |     |                   |             |                       |                 |         |                               |
| 68 | 60    | Wilt Chamberlain* (32)  | 26 januari 1969  | Los Angeles Lakers     | Cincinnati Royals      | 126–113  |                                    |   |     |                   |             |                       |                 |         |                               |
| 68 | 60    | Bernard King*           | 25 december 1984 | New York Knicks        | New Jersey Nets        | 114–120  | [ 44 ]                             |   |     |                   |             |                       |                 |         |                               |
| 68 | 60    | Larry Bird*             | 12 mars 1985     | Boston Celtics         | Atlanta Hawks          | 126–115  | [ 45 ]                             |   |     |                   |             |                       |                 |         |                               |
| 68 | 60    | Tom Chambers            | 24 mars 1990     | Phoenix Suns           | Seattle SuperSonics    | 121–95   | [ 46 ] [ 47 ] [ 48 ] [ 49 ]        |   |     |                   |             |                       |                 |         |                               |
| 68 | 60    | Allen Iverson*          | 12 februari 2005 | Philadelphia 76ers     | Orlando Magic          | 112–99   | [ 50 ] [ 51 ]                      |   |     |                   |             |                       |                 |         |                               |
| 68 | 60    | Gilbert Arenas          | 17 december 2006 | Washington Wizards     | Los Angeles Lakers     | 147–141  | [ 52 ]                             |   |     |                   |             |                       |                 |         |                               |
| 68 | 60    | Kobe Bryant* (5)        | 22 mars 2007     | Los Angeles Lakers     | Memphis Grizzlies      | 121–119  | [ 53 ]                             |   |     |                   |             |                       |                 |         |                               |
| 68 | 60    | Kobe Bryant* (6)        | 13 april 2016    | Los Angeles Lakers     | Utah Jazz              | 101–96   | [ 54 ] [ 55 ]                      |   |     |                   |             |                       |                 |         |                               |
| 68 | 60    | Klay Thompson^          | 5 december 2016  | Golden State Warriors  | Indiana Pacers         | 142–106  | [ 56 ]                             |   |     |                   |             |                       |                 |         |                               |
| 68 | 60    | James Harden^ (3)       | 30 januari 2018  | Houston Rockets        | Orlando Magic          | 114–107  | [ 57 ]                             |   |     |                   |             |                       |                 |         |                               |
| 68 | 60    | Kemba Walker            | 17 november 2018 | Charlotte Hornets      | Philadelphia 76ers     | 119–122  | [ 58 ]                             |   |     |                   |             |                       |                 |         |                               |
| 68 | 60    | Damian Lillard^ (4)     | 8 november 2019  | Portland Trail Blazers | Brooklyn Nets          | 115–119  | [ 59 ]                             |   |     |                   |             |                       |                 |         |                               |
| 68 | 60    | James Harden^ (4)       | 30 november 2019 | Houston Rockets        | Atlanta Hawks          | 158–111  | [ 60 ]                             |   |     |                   |             |                       |                 |         |                               |
| 68 | 60    | Bradley Beal^           | 6 januari 2021   | Washington Wizards     | Philadelphia 76ers     | 136–141  | [ 61 ]                             |   |     |                   |             |                       |                 |         |                               |
| 68 | 60    | Jayson Tatum^           | 30 april 2021    | Boston Celtics         | San Antonio Spurs      | 143–140  | [ 62 ]                             |   |     |                   |             |                       |                 |         |                               |
| 68 | 60    | Karl-Anthony Towns^ (2) | 14 mars 2022     | Minnesota Timberwolves | San Antonio Spurs      | 149–139  | [ 63 ]                             |   |     |                   |             |                       |                 |         |                               |
| 68 | 60    | Kyrie Irving^           | 15 mars 2022     | Brooklyn Nets          | Orlando Magic          | 150–108  | [ 64 ]                             |   |     |                   |             |                       |                 |         |                               |
| 68 | 60    | Luka Dončić^ (2)        | 27 december 2022 | Dallas Mavericks       | New York Knicks        | 126–121  | [ 65 ]                             |   |     |                   |             |                       |                 |         |                               |
| 68 | 60    | Damian Lillard^ (5)     | 25 januari 2023  | Portland Trail Blazers | Utah Jazz              | 134–124  | [ 66 ]                             |   |     |                   |             |                       |                 |         |                               |
| 68 | 60    | Stephen Curry^ (2)      | 3 februari 2024  | Golden State Warriors  | Atlanta Hawks          | 134–141  | [ 67 ]                             |   |     |                   |             |                       |                 |         |                               |